# Szenátori-torony (Wawel)

A torony helye a Wawelben.

A Szenátori-torony vagy más néven Lubranką (lengyelül: Baszta Senatorska) a legmagasabb bástya a Wawel-dombon, Krakkóban, a waweli erődítményrendszer része.

## Története
A 15. század közepén III. Kázmér lengyel király parancsára építették a több mint 20 méter magas tornyot. A bástya alsó része kőből, a felső része téglából épült fel. 1534-ben összekötötték a királyi palota déli szárnyával, átépítették magát a tornyot is. Eredetileg Lubrankának hívták, a 17-18. században Olbramką, Wolbromką illetve Skarbową volt a neve. Végül a 18. század óta Szenátori-torony néven ismert az építmény.
A torony többször lett tűzvész áldozata, például 1656-ban is, amikor a svédek megostromolták a Wawelt. 1858 körül az osztrákok újjáépítették (csakúgy, mint a többi bástyát a Wawelben). A második világháború során újból megrongálódott. Eredeti középkori formáját csupán 2002-2003-ban nyerte vissza, miután restaurálták.

## Bibliográfia
- Kazimierz Kuczman: Wzgórze Wawelskie: Przewodnik; Krakkó, 1988.
- Krakkó - képes útikönyv, Kier Kiadó, Krakkó 2006.